# Alípio de Miranda-Ribeiro

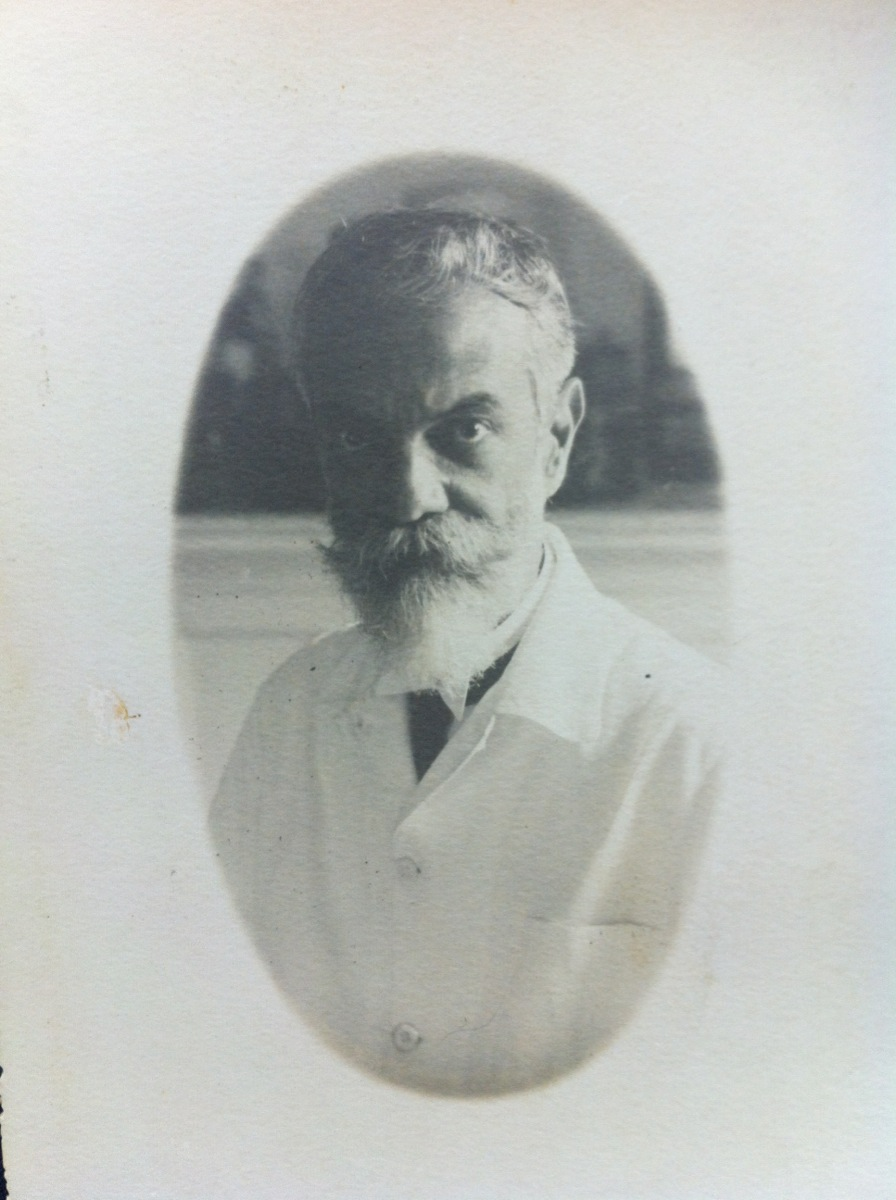
Alípio de Miranda-Ribeiro (Porträt)

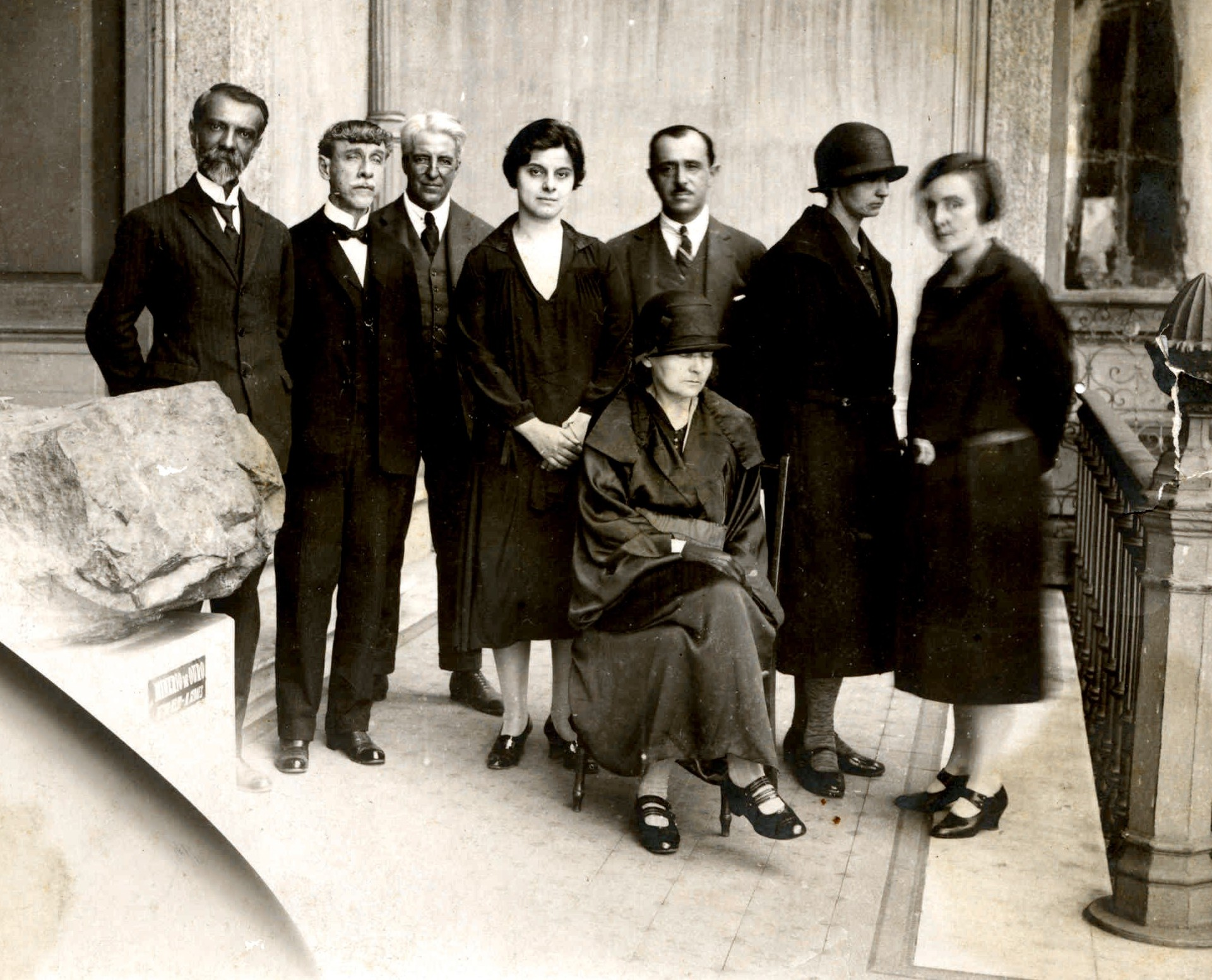
Miranda-Ribeiro (vorne links), zusammen mit Wissenschaftlern und Wissenschaftlerinnen, u. a. Bertha Lutz (vorne rechts), die Marie Curie (sitzend) 1926 im Nationalmuseum von Rio de Janeiro empfangen haben

Alípio de Miranda-Ribeiro (* 21. Februar 1874 in Rio Preto, Minas Gerais; † 8. Januar 1939 in Rio de Janeiro), manchmal auch als Alípio de Miranda Ribeiro (ohne Bindestrich) zitiert, war ein brasilianischer Zoologe, Herpetologe und Ichthyologe. 

## Leben
Miranda-Ribeiro war der Sohn von Theotônio Victor Sayão und Josephina Mascarenhas de Miranda-Ribeiro. Seine Eltern waren Lehrer, bei denen er seine Grundschulzeit absolvierte. Von klein auf zeigte er eine Vorliebe für zoologische Aktivitäten: Er sammelte Exemplare und war an naturkundlichen Texten interessiert. Nach seinem Schulabschluss in Río Preto zog er nach Rio de Janeiro, wo er sich zunächst am Colégio Malvino Reis einschrieb und dann für ein Medizinstudium zum Colégio do Mosteiro de São Bento wechselte, das er jedoch ohne Abschluss beendete. Um seine Ausbildung zu finanzieren, arbeitete er bei der Presse. Im Oktober 1894 erhielt er von Domingo Freire, dem damaligen Direktor des Museu Nacional da Universidade Federal do Rio de Janeiro, eine Stelle als Assistenzpräparator in der zoologischen Abteilung. 1896 wurde er Assistenznaturforscher und führte diverse zoologische Studien durch. Im Februar 1899 wurde er zum Sekretär befördert.
1910 wurde Miranda-Ribeiro zum Vertretungsprofessor ernannt und 1929 zum Professor und Leiter der zoologischen Abteilung befördert, eine Position, die er bis zu seinem Tod innehatte.
Miranda-Ribeiro nahm an zahlreichen Expeditionen teil. Von 1908 bis 1909 wirkte er als Zoologe bei der Kommission für die Errichtung der ersten Telegrafenleitung mit, die von Cândido Rondon durch das Amazonasbecken und das Mata-Grosso-Gebiet geleitet wurde. Im Mai 1911 brach er zu einer ausgedehnten Europareise auf und besuchte die Zoologische Station Neapel, Rom, Florenz, Genua, Monaco, Turin, Verona, Breslau, Hamburg, Paris und London. Auf dem Rückweg besuchte er das American Museum of Natural History sowie Brooklyn. Am 8. Dezember des Jahres segelte er zurück nach Rio de Janeiro. 
Er sammelte Informationen und studierte die modernsten Techniken der Präparationsverfahren nach wissenschaftlichen Kriterien, um das Präparationslabor des Nationalmuseums neu zu organisieren.
Nach seiner Rückkehr im Jahr 1912 wurde er Generalinspekteur für Fischerei und begründete das erste Institut für Fischereiwissenschaft in Brasilien. Im Zuge seiner Arbeit besuchte er viele Teile des Landes. Im Jahr 1918 wurde er nach São Paulo berufen, wo er sich der Fischsammlung des Museu Paulista widmete, und 1921 erneut, um die Sammlung von Fröschen und Salamandern in der gleichen Einrichtung zu organisieren.
Um 1899 begann Miranda-Ribeiro zu publizieren. Seine Bibliographie, die sich über einen Zeitraum von 40 Jahren erstreckt, enthält etwa 130 Titel. Die meisten dieser Veröffentlichungen waren der Ichthyologie und der Herpetologie gewidmet, jedoch um 1926 begann er mit der ornithologischen Reihe Notas Ornitologicas, die in der Revista do Museo Paulista erschien, darunter eine Abhandlung über die Seriemas und eine Monografie über die Steißhühner Brasiliens. Von 1907 bis 1915 veröffentlichte er fünf Bände von Fauna Brasiliense: Peixes, ein 2000 Seiten umfassendes Standardwerk über die Ichthyofauna Brasiliens. 1916 war er Gründungsmitglied der Academia Brasileira de Ciências. Miranda-Ribeiro war auch korrespondierendes Mitglied der American Ornithologists’ Union. 
Sein Sohn Paulo de Miranda-Ribeiro (1901–1965) war ein bekannter Ichthyologe.

## Dedikationsnamen
Nach Alípio de Miranda-Ribeiro sind die Froscharten Macrogenioglottus alipioi Carvalho, 1946, Synapturanus mirandaribeiroi Nelson & Lescure, 1975, Cycloramphus mirandaribeiroi Heyer, 1983, Rhinella mirandaribeiroi (Gallardo, 1965), Brachycephalus alipioi Pombal & Gasparini, 2006 und Melanophryniscus alipioi Langone, Segalla, Bornschein & de Sá, 2008 sowie der Ockerbauch-Todityrann (Hemitriccus mirandae) aus der Sperlingsvogelfamilie der Tyrannen benannt.

## Erstbeschreibungen von Alípio de Miranda-Ribeiro
Vögel
- Blasscanastero (Asthenes moreirae)
- Crypturellus obsoletus hypochraceus (Unterart des Kastanientinamus)
- Braunbrust-Todytyrann oder Ribeirotyrann (Hemitriccus obsoletus)
- Pionus maximiliani melanoblepharus (Unterart des Maximilianpapageis)
- Goiasittich (Pyrrhura pfrimeri)

Säugetiere
- Caluromys lanatus vitalinus (Unterart der Roten Wollbeutelratte)
- Callimico
- Zweifarbige Kammratte (Ctenomys bicolor)
- Rondônia-Kammratte (Ctenomys rondoni)
- Weißmanteltamarin (Leontocebus weddelli melanoleucus)
- Mazama gouazoubira rondoni (Unterart des Graumazamas)
- Sciurus aestuans henseli (Unterart des Guyana-Hörnchens)

Reptilien
- Bothrops lutzi (Miranda-Ribeiro, 1915)

Amphibien
- Barycholos ternetzi (Miranda-Ribeiro, 1937)
- Bokermannohyla pseudopseudis (Miranda-Ribeiro, 1937)
- Brachycephalus bufonoides Miranda-Ribeiro, 1920
- Brachycephalus garbeanus Miranda-Ribeiro, 1920
- Brachycephalus nodoterga Miranda-Ribeiro, 1920
- Chiasmocleis bicegoi Miranda-Ribeiro, 1920
- Cycloramphus dubius (Miranda-Ribeiro, 1920)
- Cycloramphus eleutherodactylus (Miranda-Ribeiro, 1920)
- Cycloramphus semipalmatus (Miranda-Ribeiro, 1920)
- Dasypops Miranda-Ribeiro, 1924
- Dasypops schirchi Miranda-Ribeiro, 1924
- Dendrophryniscus imitator (Miranda-Ribeiro, 1920)
- Dendrophryniscus lauroi (Miranda-Ribeiro, 1926)
- Elachistocleis cesarii (Miranda-Ribeiro, 1920)
- Flectonotus Miranda-Ribeiro, 1926
- Fritziana fissilis (Miranda-Ribeiro, 1920)
- Fritziana ulei (Miranda-Ribeiro, 1926)
- Gastrotheca ernestoi Miranda-Ribeiro, 1920
- Holoaden Miranda-Ribeiro, 1920
- Holoaden luederwaldti Miranda-Ribeiro, 1920
- Hylodes glaber (Miranda-Ribeiro, 1926)
- Hylodes perplicatus (Miranda-Ribeiro, 1926)
- Ischnocnema gehrti (Miranda-Ribeiro, 1926)
- Ischnocnema lactea (Miranda-Ribeiro, 1923)
- Leptodactylus macrosternum Miranda-Ribeiro, 1926
- Megaelosia Miranda-Ribeiro, 1923
- Melanophryniscus atroluteus (Miranda-Ribeiro, 1920)
- Melanophryniscus moreirae (Miranda-Ribeiro, 1920)
- Melanophryniscus pachyrhynus (Miranda-Ribeiro, 1920)
- Nyctimantis brunoi (Miranda-Ribeiro, 1920)
- Ololygon argyreornata (Miranda-Ribeiro, 1926)
- Oreobates heterodactylus (Miranda-Ribeiro, 1937)
- Phrynomedusa Miranda-Ribeiro, 1923
- Phrynomedusa fimbriata Miranda-Ribeiro, 1923
- Physalaemus moreirae (Miranda-Ribeiro, 1937)
- Physalaemus spiniger (Miranda-Ribeiro, 1926)
- Pipa carvalhoi (Miranda-Ribeiro, 1937)
- Pithecopus megacephalus (Miranda-Ribeiro, 1926)
- Proceratophrys Miranda-Ribeiro, 1920
- Proceratophrys goyana (Miranda-Ribeiro, 1937)
- Proceratophrys melanopogon (Miranda-Ribeiro, 1926)
- Proceratophrys renalis (Miranda-Ribeiro, 1920)
- Proceratophrys schirchi (Miranda-Ribeiro, 1937)
- Pseudopaludicola Miranda-Ribeiro, 1926
- Pseudopaludicola ternetzi Miranda-Ribeiro, 1937
- Scinax garbei (Miranda-Ribeiro, 1926)
- Scinax pachycrus (Miranda-Ribeiro, 1937)
- Thoropa taophora (Miranda-Ribeiro, 1923)
- Trachycephalus imitatrix (Miranda-Ribeiro, 1926)

Fische
- Acentronichthys fissipinnis (Miranda Ribeiro, 1911)
- Aequidens rondoni (Miranda Ribeiro, 1918)
- Anadoras insculptus (Miranda Ribeiro, 1912)
- Ancistrus mattogrossensis Miranda Ribeiro, 1912
- Ancistrus taunayi Miranda Ribeiro, 1918
- Astyanax depressirostris Miranda Ribeiro, 1908
- Atlantoraja castelnaui (Miranda Ribeiro, 1907)
- Auchenipterus osteomystax (Miranda Ribeiro, 1918)
- Bembrops heterurus (Miranda Ribeiro, 1903)
- Bryconamericus microcephalus (Miranda Ribeiro, 1908)
- Dianema urostriatum (Miranda Ribeiro, 1912)
- Eigenmannia limbata (Schreiner & Miranda Ribeiro, 1903)
- Farlowella henriquei Miranda Ribeiro, 1918
- Genidens machadoi (Miranda Ribeiro, 1918)
- Glanidium melanopterum Miranda Ribeiro, 1918
- Gymnogeophagus Miranda Ribeiro, 1918
- Gymnorhamphichthys rondoni (Miranda Ribeiro, 1920)
- Harttia kronei Miranda Ribeiro, 1908
- Hisonotus depressicauda (Miranda Ribeiro, 1918)
- Hisonotus depressinotus (Miranda Ribeiro, 1918)
- Hisonotus leucofrenatus (Miranda Ribeiro, 1908)
- Hoplias lacerdae Miranda Ribeiro, 1908
- Hyperoglyphe macrophthalma (Miranda Ribeiro, 1915)
- Hypostomus agna (Miranda Ribeiro, 1907)
- Hypostomus carvalhoi (Miranda Ribeiro, 1937)
- Hypostomus interruptus (Miranda Ribeiro, 1918)
- Hypostomus pyrineusi (Miranda Ribeiro, 1920)
- Hypostomus rondoni (Miranda Ribeiro, 1912)
- Hypostomus variostictus (Miranda Ribeiro, 1912)
- Ilisha amazonica (Miranda Ribeiro, 1920)
- Isbrueckerichthys duseni (Miranda Ribeiro, 1907)
- Ituglanis eichorniarum (Miranda Ribeiro, 1912)
- Ituglanis proops (Miranda Ribeiro, 1908)
- Kronichthys Miranda Ribeiro, 1908
- Kronichthys subteres Miranda Ribeiro, 1908
- Lagocephalus guentheri Miranda Ribeiro, 1915
- Lampiella gibbosa (Miranda Ribeiro, 1908)
- Lile piquitinga (Schreiner & Miranda Ribeiro, 1903)
- Lophius gastrophysus Miranda Ribeiro, 1915
- Lopholatilus villarii Miranda Ribeiro, 1915
- Lophotus machadoi Miranda Ribeiro, 1927
- Microlepidogaster bourguyi Miranda Ribeiro, 1911
- Ochmacanthus batrachostomus (Miranda Ribeiro, 1912)
- Ophioblennius trinitatis Miranda Ribeiro, 1919
- Otocinclus hoppei Miranda Ribeiro, 1939
- Parablennius Miranda Ribeiro, 1915
- Paralichthys triocellatus Miranda Ribeiro, 1903
- Parastegophilus paulensis (Miranda Ribeiro, 1918)
- Paravandellia Miranda Ribeiro, 1912
- Paravandellia oxyptera Miranda Ribeiro, 1912
- Pareiorhaphis Miranda Ribeiro, 1918
- Pareiorhaphis steindachneri (Miranda Ribeiro, 1918)
- Pareiorhina rudolphi (Miranda Ribeiro, 1911)
- Parotocinclus bahiensis (Miranda Ribeiro, 1918)
- Parotocinclus doceanus (Miranda Ribeiro, 1918)
- Peckoltia Miranda Ribeiro, 1912
- Peckoltichthys Miranda Ribeiro, 1917
- Pempheris schreineri Miranda Ribeiro, 1915
- Phenacorhamdia hoehnei (Miranda Ribeiro, 1914)
- Pimelodella eigenmanniorum (Miranda Ribeiro, 1911)
- Pimelodella kronei (Miranda Ribeiro, 1907)
- Pimelodella megalura Miranda Ribeiro, 1918
- Pimelodella rudolphi Miranda Ribeiro, 1918
- Pimelodella taenioptera Miranda Ribeiro, 1914
- Pimelodella transitoria Miranda Ribeiro, 1907
- Plectrochilus Miranda Ribeiro, 1917
- Plectrochilus machadoi Miranda Ribeiro, 1917
- Pontinus corallinus Miranda Ribeiro, 1903
- Porichthyinae Miranda Ribeiro, 1915
- Potamorrhaphis eigenmanni Miranda Ribeiro, 1915
- Pseudopercis Miranda Ribeiro, 1903
- Pseudopercis numida Miranda Ribeiro, 1903
- Pseudotothyris obtusa (Miranda Ribeiro, 1911)
- Rhamdioglanis transfasciatus Miranda Ribeiro, 1908
- Rineloricaria cacerensis (Miranda Ribeiro, 1912)
- Rineloricaria hoehnei (Miranda Ribeiro, 1912)
- Rineloricaria kronei (Miranda Ribeiro, 1911)
- Rondonacara hoehnei (Miranda Ribeiro, 1918)
- Schizolecis guentheri (Miranda Ribeiro, 1918)
- Scyliorhinus haeckelii (Miranda Ribeiro, 1907)
- Sorubim trigonocephalus Miranda Ribeiro, 1920
- Steindachneridion punctatum (Miranda Ribeiro, 1918)
- Steindachneridion scriptum (Miranda Ribeiro, 1918)
- Steindachnerina notonota (Miranda Ribeiro, 1937)
- Tatia Miranda Ribeiro, 1911
- Taunayia Miranda Ribeiro, 1918
- Thalassophryninae Miranda Ribeiro, 1915
- Tocantinsia piresi (Miranda Ribeiro, 1920)
- Trachycorystes cratensis Miranda Ribeiro, 1937
- Trichomycterus itatiayae Miranda Ribeiro, 1906
- Trinectes paulistanus (Miranda Ribeiro, 1915)
- Tympanopleura rondoni (Miranda Ribeiro, 1914)
- Urophycis mystacea Miranda Ribeiro, 1903
- Utiaritichthys Miranda Ribeiro, 1937
- Utiaritichthys sennaebragai Miranda Ribeiro, 1937

Insekten
- Basilia Miranda Ribeiro, 1903
- Basilia ferruginea Miranda Ribeiro, 1903